# Solenopsis gnoma
Solenopsis gnoma is een mierensoort uit de onderfamilie van de Myrmicinae. De wetenschappelijke naam van de soort is voor het eerst geldig gepubliceerd in 2007 door Pacheco, Herrera & Mackay.